# متحف الحسياني
متحف الحسيّاني، أحد متاحف منطقة القصيم يقع في محافظة المذنب، أسسه محمد بن عثمان بن سعود الحسيّاني الناصري التميمي، المتحف مبنى مستقل مبني على الطراز القديم التراثي وهو عبارة عن ساحة كبيرة يوجد بها مجموعة من الغرف بالإضافة إلى صالة لعرض السيارات القديمة تنوعت بها طرق العرض تضم مجموعة من مواد العرض المتحفي وتقسم إلى عدة مجموعات كالتالي مجموعة لأسلحة كالبنادق والسيوف، مجموعة أدوات القهوة والضيافة العربية كالأواني والدلال، مجموعة الأدوات الزراعية والمحاريث، مجموعة للعملات المعدنية والورقية، مجموعة للصور والوثائق القديمة، مجموعة من الأجهزة الكهربائية القديمة مثل الرادو وآلات الباكم، مجموعة متنوعة من السيارات القديمة.

## أقسام المتحف
- الدار ومحتوياتها (مطبخ متكامل - غرف نوم - الليوان).
- قسم الحرفة والزراعة ويحتوي على ( أدوات زراعية - دراجات - محال - محتويات المزارعين قديماً ).
- قسم الأسلحة والروادو القديمة والسيوف الأثرية والعملات الورقية والمعدنية.
- قسم السيارات القديمة ويحتوي من موديل 1948م - 1966م .
- جميع محتويات المتحف على التراث بأكمله من كل صنف.[2]

## الجوائز
- 2011 جائزة أفضل متحف على مستوى المملكة.[3]

## وصلات خارجية
- عسير تزور متحف دار الحسياني بالمذنب
- واجهة مشرفة
- الأمير فيصل بن مساعد يزور متحف الحسياني للتراث بالمذنب